# Alfons Gorbach
Alfons Gorbach (Imst, Tirol, 2 de setembro de 1898 — Graz, Estíria, 31 de julho de 1972) foi um político austríaco do ÖVP. De 1961 até 1964 foi Chanceler da Áustria. Foi deputado no Conselho Nacional até 1970.

## Vida
Nascido em Imst, Tirol, Gorbach serviu no Exército Austro-Húngaro na Frente Italiana na Primeira Guerra Mundial, foi gravemente ferido na Batalha de Caporetto em 1917 e perdeu uma perna. Após a guerra, ele iniciou uma carreira política na Primeira República da Áustria. Ele se juntou ao Partido Social Cristão e de 1929 a 1932 foi conselheiro municipal em Graz, Styria. Em 1937 ele foi nomeado ministro (Landesrat) no governo do estado da Estíria, no entanto, após o Anschluss austríaco à Alemanha nazista em março de 1938, Gorbach foi demitido e mantido como prisioneiro político no campo de concentração de Dachau de 1938 a 1942, e novamente em Flossenburg de 1944 até o final da Segunda Guerra Mundial.
Após a guerra, Gorbach juntou-se ao recém-criado Partido do Povo Austríaco e, na eleição legislativa de 1945, tornou-se presidente do Parlamento do Conselho Nacional, cargo que ocupou até 1953 e novamente de 1956 a 1961. Quando um resultado enganoso nas eleições de 1959 foi lançado um debate interno do partido sobre o envelhecimento do Chanceler ÖVP Julius Raab, Gorbach, apoiado pela associação regional da Estíria, o sucedeu como presidente do partido e em 11 de abril de 1961 também como chanceler austríaco.
O chanceler Gorbach liderou seu partido nas eleições de 1962 com uma campanha anti-socialista, apenas para continuar a grande coalizão com o SPÖ sob o vice-chanceler Bruno Pittermann. O Partido do Povo obteve um resultado ligeiramente melhor e tornou-se o partido mais forte cinco cadeiras à frente dos socialistas, no entanto, não conseguiu alcançar a maioria absoluta. Depois de três anos como chanceler, o conciliador Gorbach teve que desocupar sua posição em favor dos "reformadores" menos pragmáticos do ÖVP em torno de seu sucessor Josef Klaus. Ele voltou ao Conselho Nacional, onde manteve seu mandato até 1970. Em 1965, ele concorreu sem sucesso contra Franz Jonas na eleição presidencial austríaca.
Gorbach permaneceu como presidente honorário do Partido do Povo Austríaco. Ele morreu em Graz, Styria, aos 73 anos.